# Karabudjan
Karabudjan es una serie Hispano-Colombiana producida por Notro Televisión y Dynamo Producciones para Antena 3. Está escrita por Jacobo Bergaretxe, Jon Sagalá y Carlos de Pando, es una miniserie de seis capítulos, dirigidos por Koldo Serra (4 capítulos) y Felipe Martínez Amador (2 capítulos). Está protagonizada por Hugo Silva y Marta Nieto. 
Se emitió originalmente el 6 de abril del 2010 en España y Está rodada entre España y Colombia.

## Argumento
¿Hasta dónde estarías dispuesto a llegar para expiar tus pecados? Diego Salgado es un joven ejecutivo de una importante empresa de publicidad. Le sobra atractivo, dinero y ambición, y está acostumbrado a conseguir todo lo que se propone. Se mueve en un mundo frívolo donde lo más importante es aparentar, y él domina como nadie esta materia, su trabajo es vender imagen, y él mismo es su mejor producto. Pero como ya sabemos las apariencias engañan y Diego no es una excepción. Esconde un terrible secreto que le tortura pero con el tiempo ha conseguido esconderlo bajo su impoluto traje de marca y su vida modelo. El pasado siempre vuelve y Diego tendrá que enfrentarse a él cuando María Ugarte, la mejor amiga de su hermana, desaparezca en una fría noche de Navidad. Para él encontrar a la chica lo será todo y dejará atrás todo su mundo de comodidad y seguridad para dar con ella.
La policía pondrá todo su empeño para esclarecer el caso de María, pero cuanto más avancen más lejos se hallarán de dar con su paradero. Los medios de comunicación acosarán a nuestros protagonistas, sobre todo Paula, presentadora de un popular programa de televisión, famosa por su falta de escrúpulos. En más de una ocasión la propia policía pondrá en tela de juicio las verdaderas motivaciones de nuestro protagonista, para ellos es un misterio casi tanto como el propio caso. Pero Diego no estará solo, tendrá el apoyo de Ana, la única policía que confía en él, y sobre todo de Dani, su mejor amigo. Pero ninguno de los tres estará preparado para enfrentarse a todo lo que les viene encima.
El caso de María es solo la punta del Iceberg. Tras su desaparición se esconde un laberíntico misterio lleno de tentáculos que se expanden hasta el infinito y que en más de una ocasión pondrán en peligro la vida de nuestros protagonistas. Pero Diego, de voluntad férrea e inquebrantable, no se achicará ante las dificultades. Poco a poco se irá abriendo y abandonará su cinismo para convertirse en un héroe comprometido, con una misión muy clara, salvar a María, y de paso a sí mismo.

## Significado de Karabudjan
El nombre que da título a la serie ha provocado la curiosidad antes de su emisión. En ese sentido, ha conseguido uno de los objetivos primordiales, que es fijar la atención y excitar el interés. "Karaboudjan" (en su grafía en francés) es un nombre-apellido armenio ficticio (pronúnciese "Carabudián") inventado por Georges Remi (Hergé), autor de los cómics de Tintín. Es el nombre del barco mercante al mando del cual está el capitán Haddock en el episodio El cangrejo de las pinzas de oro, que es el álbum en el que conoce a Tintín.
En la última entrega de la primera temporada de la serie se descubre que Karaboudjan también hace referencia al nombre de un barco.

## Reparto
| Actor / Actriz          | Personaje        |
| ----------------------- | ---------------- |
| Hugo Silva              | Diego Salgado    |
| Marta Nieto             | Policía Ana Muro |
| Victor Clavijo          | Policía Dani     |
| Héctor Colomé           | Enrique Salgado  |
| Pere Brasó              | Adrián           |
| Lucía Guerrero          | María Ugarte     |
| Marta Guerras           | Elena            |
| Carolina Gomez          | Paula Canetti    |
| Nazaret Aracil          | Silvia           |
| Emerson Rodríguez Gómez | Chico 1          |
| Juan David Agudelo      |                  |
| Didier van der Hove     |                  |
| Diego Peláez            | Wilson           |

## Episodios
| #     | Título             | Fecha de emisión    | Espectadores y cuota |
| ----- | ------------------ | ------------------- | -------------------- |
| 1     | «Desaparición»     | 6 de abril de 2010  | 2 592 000 (14,2%)    |
| 2     | «En punto muerto»  | 13 de abril de 2010 | 1 936 000 (10,5%)    |
| 3     | «Rumbo a Colombia» | 20 de abril de 2010 | 1 746 000 (9,5%)     |
| 4     | «Secuestro»        | 27 de abril de 2010 | 1 530 000 (10%)      |
| 5 y 6 | «El final»         | 4 de mayo de 2010   | 1 636 000 (11,1%)    |